# Fabian Schmieder
Fabian Schmieder (* 18. November 1976 in Langenhagen bei Hannover) ist ein deutscher Rechtswissenschaftler und Professor für Medienrecht an der Hochschule Hannover. Er forscht und lehrt zu Fragen des Urheberrechts, Datenschutzrechts und des Informationsrechts.

## Beruflicher Werdegang
Nach dem Abitur und dem Ersatzdienst studierte Fabian Schmieder Rechtswissenschaften an der Gottfried Wilhelm Leibniz Universität Hannover. Danach war er mehrere Jahre wissenschaftlicher Mitarbeiter am Institut für Rechtsinformatik in Hannover. Nach einer Tätigkeit als Rechtsanwalt mit einem Schwerpunkt im Informationsrecht trat er 2008 beim Niedersächsischen Ministerium für Inneres und Sport in den Dienst der unmittelbaren niedersächsischen Landesverwaltung ein und war dort unter anderem mehrere Jahre als Chief Information Security Officer des Landes Niedersachsen tätig. Er wurde 2012 an der Universität Hannover mit der Arbeit „Auskünfte der Justiz über verurteilte Straftäter: Die Justiz als Informationsquelle der Medien und sonstiger Dritter“ (ISBN 3869915153) promoviert. Im Jahre 2015 nahm er einen Ruf auf eine Professur für Medienrecht an der Hochschule Hannover an.
Am 7. Juli 2020 wurde er vom Senat der Hochschule Hannover mit Wirkung zum 1. September 2020 als nebenberuflicher Vizepräsident für Informationstechnik, Informationsmanagement und Digitalisierung für eine Amtszeit von vier Jahren gewählt.